# Erownuli Liga (2020)
Erownuli Liga 2020 (znana jako Crystalbet Erovnuli Liga ze względów sponsorskich) była 32. sezonem najwyższej klasy rozgrywkowej w Gruzji w piłce nożnej. Rozgrywki rozpoczęły się 29 lutego 2020, a zakończyły 10 grudnia 2020. Liga liczyła 10 zespołów. Każda z drużyn grała z każdym zespołem po 2 razy. Tytułu mistrzowski obronił zespół Dinamo Tbilisi, dla którego był to 18. tytuł mistrzowski w historii klubu. Tytuł króla strzelców zdobył Mykoła Kowtaluk, który strzelił 10 bramek.
W marcu sezon został zawieszony przez Sakartwelos Pechburtis Pederacia w związku z pandemią COVID-19, początkowo do 1 kwietnia, ostatecznie rozgrywki wznowiono pod koniec czerwca. Zespoły zamiast 36 spotkań zagrały 18 meczów.

## Zasady rozgrywek
W rozgrywkach brało udział 10 drużyn, walczących o tytuł mistrza Gruzji w piłce nożnej. Każda z drużyn rozegrała po 2 mecze ze wszystkimi przeciwnikami (razem 18 spotkań). 10. drużyna tabeli spadła do Erownuli Liga 2, a 8. i 9. wzięły udział w barażach o utrzymanie się w Erownuli Liga.

## Drużyny
| Uczestnicy poprzedniej edycji                                                                                 | Uczestnicy poprzedniej edycji | Uczestnicy poprzedniej edycji | Uczestnicy poprzedniej edycji |
| --- | ----------------------------- | ----------------------------- | ----------------------------- |
| DTB | Dinamo Tbilisi                | 1                             |                               |
| DBA | Dinamo Batumi                 | 2                             |                               |
| SAB | Saburtalo Tbilisi             | 3                             |                               |
| LTB | Lokomotiwi Tbilisi            | 4                             |                               |
| CZS | Czichura Saczchere            | 5                             |                               |
| TKU | Torpedo Kutaisi               | 6                             |                               |
| DIL | Dila Gori                     | 7                             |                               |
| Przegrany baraży o Erownuli Liga 2019                                                                         |                               |                               |                               |
| MET | Metalurgi Rustawi             | 8                             |                               |
| SIO | Sioni Bolnisi                 | 9                             |                               |
| Spadek z Erownuli Liga (2019)                                                                                 |                               |                               |                               |
| WIT | WIT Georgia Tbilisi           | 10                            |                               |
| Awans z Erownuli Liga 2                                                                                       |                               |                               |                               |
| MER | Merani Tbilisi                | 1                             |                               |
| Zwycięzca baraży o Erownuli Liga 2019                                                                         |                               |                               |                               |
| SAM | SK Samtredia                  | 2                             |                               |
| TEL | SK Telawi                     | 3                             |                               |
| Oznaczenia: - kolumna pierwsza – skróty nazw drużyn, - kolumna trzecia – miejsce zajęte w poprzednim sezonie. |                               |                               |                               |

## Stadiony
| Klub               | Miasto    | Stadion                  | Pojemność |
| ------------------ | --------- | ------------------------ | --------- |
| Czichura Saczchere | Kutaisi   | im. Ramaza Szengeli      | 19 400    |
| Dila Gori          | Gori      | im. Tengiza Burdżanadze  | 8 230     |
| Dinamo Batumi      | Batumi    | Batumi Stadium           | 20 000    |
| Dinamo Tbilisi     | Tbilisi   | im. Borysa Paiczadze     | 54 549    |
| Lokomotiwi Tbilisi | Tbilisi   | im. Micheila Meschiego   | 27 223    |
| Merani Tbilisi     | Tbilisi   | Stadion Sinatle          | 2 500     |
| Saburtalo Tbilisi  | Tbilisi   | im. Micheila Meschiego   | 27 223    |
| SK Samtredia       | Samtredia | im. Erosiego Mandżaladze | 5 000     |
| SK Telawi          | Telawi    | im. Giwiego Czocheliego  | 12 000    |
| Torpedo Kutaisi    | Kutaisi   | im. Ramaza Szengeli      | 19 400    |

## Tabela
| Lp. | Drużyna                  | M  | Z  | R  | P  | Bramki | Bramki | Różn. | Pkt | Uwagi                                                 |
| --- | ------------------------ | -- | -- | -- | -- | ------ | ------ | ----- | --- | ----------------------------------------------------- |
| 1   | Dinamo Tbilisi (M)       | 18 | 12 | 4  | 2  | 33     | 9      | +24   | 40  | Liga Mistrzów UEFA • I runda kwalifikacyjna           |
| 2   | Dinamo Batumi            | 18 | 10 | 6  | 2  | 29     | 14     | +15   | 36  | Liga Konferencji Europy UEFA • I runda kwalifikacyjna |
| 3   | Dila Gori                | 18 | 8  | 6  | 4  | 29     | 17     | +12   | 30  | Liga Konferencji Europy UEFA • I runda kwalifikacyjna |
| 4   | Lokomotiwi Tbilisi       | 18 | 8  | 5  | 5  | 30     | 23     | +7    | 29  |                                                       |
| 5   | Saburtalo Tbilisi        | 18 | 7  | 6  | 5  | 28     | 21     | +7    | 27  |                                                       |
| 6   | SK Telawi                | 18 | 4  | 12 | 2  | 21     | 14     | +7    | 24  |                                                       |
| 7   | SK Samtredia             | 18 | 5  | 4  | 9  | 14     | 23     | −9    | 19  |                                                       |
| 8   | Torpedo Kutaisi (B)      | 18 | 4  | 5  | 9  | 17     | 30     | −13   | 17  | Baraż o utrzymanie                                    |
| 9   | Czichura Saczchere (B,S) | 18 | 3  | 4  | 11 | 18     | 40     | −22   | 13  | Baraż o utrzymanie                                    |
| 10  | Merani Tbilisi (S)       | 18 | 0  | 6  | 12 | 6      | 34     | −28   | 6   | Spadek do Erownuli Liga 2                             |

## Wyniki
Każdy zespół gra z każdym po 2 spotkania.
| Gospodarz \ Gość   | CZS | DIL | DBA | DTB | LTB | MER | SAB | SAM | TEL | TKU |
| Czichura Saczchere |     | 0:2 | 0:4 | 2:0 | 1:3 | 3:0 | 2:8 | 0:1 | 1:2 | 2:2 |
| Dila Gori          | 6:1 |     | 1:1 | 0:3 | 0:1 | 4:0 | 4:3 | 1:1 | 0:0 | 3:1 |
| Dinamo Batumi      | 0:0 | 1:0 |     | 1:3 | 1:2 | 0:0 | 1:1 | 2:0 | 1:1 | 2:0 |
| Dinamo Tbilisi     | 1:0 | 1:2 | 1:1 |     | 4:0 | 3:0 | 3:1 | 1:0 | 0:0 | 2:1 |
| Lokomotiwi Tbilisi | 4:1 | 1:2 | 1:4 | 0:2 |     | 1:1 | 2:1 | 3:1 | 1:1 | 1:2 |
| Merani Tbilisi     | 1:2 | 0:0 | 1:2 | 1:2 | 0:4 |     | 0:0 | 1:2 | 1:6 | 0:2 |
| Saburtalo Tbilisi  | 2:1 | 1:1 | 0:1 | 0:3 | 0:0 | 0:0 |     | 2:1 | 1:0 | 1:0 |
| SK Samtredia       | 0:0 | 1:0 | 1:2 | 0:4 | 0:0 | 2:0 | 1:2 |     | 0:0 | 1:0 |
| SK Telawi          | 2:0 | 1:1 | 1:3 | 0:0 | 1:1 | 0:0 | 1:1 | 3:1 |     | 1:1 |
| Torpedo Kutaisi    | 2:2 | 0:2 | 1:2 | 0:0 | 1:5 | 1:0 | 0:4 | 2:1 | 1:1 |     |

Źródło: Erownuli Liga (gruz.).
Objaśnienia:
1Drużyna gospodarzy jest wymieniona po lewej stronie tabeli.
Kolory: zielony – zwycięstwo gospodarzy, żółty – remis, różowy – zwycięstwo gości.

## Baraże o Erownuli Ligę
| 15 grudnia 2020 13:30 | FC Gagra | 0 – 2Raport | Torpedo Kutaisi · Iwaniszwili 24' · Nadaraja 81' | National Rugby Training Center, Tbilisi Widzów: 0 Sędzia: Giorgi Wadaczkoria |
|                       |          |             |                                                  |                                                                              |

| 19 grudnia 2020 18:00 | Torpedo Kutaisi · Panczulaja 30' | 1 – 1Raport | FC Gagra · Makaczaria 76' | Stadion im. Ramaza Szengelii, Kutaisi Widzów: 0 Sędzia: Jener Czorawa |
|                       |                                  |             |                           |                                                                       |

Torpedo Kutaisi wygrało w dwumeczu 3–1.
| 15 grudnia 2020 17:30 | Czichura Saczchere | 0 – 2Raport | Samgurali Ckaltubo · Burdżanadze 77' · Kuczianidze 81' | Stadion im. Micheila Meschiego, Tbilisi Widzów: 0 Sędzia: Irakli Kwirikaszwili |
|                       |                    |             |                                                        |                                                                                |

| 19 grudnia 2020 13:00 | Samgurali Ckaltubo · Kuczianidze 87' | 1 – 0Raport | Czichura Saczchere | Stadion im. 26 maja, Ckaltubo Widzów: 0 Sędzia: Goga Kikaczeszwili |
|                       |                                      |             |                    |                                                                    |

Samgurali wygrało w dwumeczu 3–0.

## Najlepsi strzelcy
| Nr | Zawodnik              | Klub               | Bramki |
| -- | --------------------- | ------------------ | ------ |
| 1  | Mykoła Kowtaluk       | Dila Gori          | 10     |
| 2  | Irakli Sicharulidze   | Lokomotiwi Tbilisi | 8      |
| 2  | Jaba Jighauri         | Dinamo Batumi      | 8      |
| 2  | Nodar Kawtaradze      | Dinamo Tbilisi     | 8      |
| 5  | Beka Kawtaradze       | Saburtalo Tbilisi  | 7      |
| 5  | Giorgi Panczulaja     | Torpedo Kutaisi    | 7      |
| 7  | Nugzar Spanderaszwili | Dila Gori          | 6      |
| 8  | Giorgi Gabedawa       | Dinamo Tbilisi     | 5      |
| 8  | Giorgi Nikabadze      | Dinamo Batumi      | 5      |
| 8  | Mamia Gawaszeliszwili | Lokomotiwi Tbilisi | 5      |
| 8  | Irakli Ruchadze       | SK Telawi          | 5      |